# Chogoria
Chogoria est une ville de la province orientale du Kenya, à quelques dizaines de kilomètres au sud de l'équateur et à 225 kilomètres de Nairobi, sur la route entre Meru et Embu.